# Bataille de Buçaco
Guerre d'indépendance espagnole
Batailles
- Astorga (03-1810)
- Ciudad Rodrigo (04-1810)
- Barquilla (07-1810)
- La Côa (07-1810)
- Almeida (07-1810)
- Villagarcia (08-1810)
- Trant
- Fuente de Cantos (09-1810)
- Buçaco (09-1810)
- Torres Vedras
- Pombal (03-1811)
- Redinha (03-1811)
- Condeixa
- Casal Novo (03-1811)
- Foz de Arouce (03-1811)
- Sabugal (04-1811)
- Fuentes de Oñoro (05-1811)
- Almeida  (04-1811)

La bataille de Buçaco (pronon.IPA bu.'sa.ku) est une bataille de la guerre d'Espagne et du Portugal, disputée par les forces britanniques et portugaises sous le commandement d'Arthur Wellesley de Wellington le 27 septembre 1810, afin d'arrêter l'avancée des Français dans leur troisième tentative d'envahir le Portugal. Les troupes françaises fortement éprouvées lors de cette bataille, croyant tout de même pouvoir atteindre Lisbonne avant les troupes anglo-portugaises, viendront s'écraser contre les lignes fortifiées de Torres Vedras.

## Contexte
Après deux vaines tentatives d'envahir le Portugal, une troisième invasion est décidée par les troupes françaises de Napoléon commandées cette fois par le maréchal Masséna. Depuis 1809, Wellington dresse en secret une ligne défensive autour de Lisbonne en prévision d'une nouvelle invasion. Masséna arrive à Salamanque le 28 mai et décide d'entrer au Portugal en suivant l'axe Ciudad Rodrigo — Almeida — Coimbra. Après le siège de Ciudad Rodrigo, les premiers combats en terre portugaise se déroulent près de la Côa, avant que ne débute le siège d'Almeida. L'objectif de Wellington est alors de gagner du temps pour permettre l'avancée des travaux de Torres Vedras et d'éviter un engagement direct et définitif. 
Ces victoires éphémères permettent à l'armée du Portugal de poursuivre sa route en direction de Coimbra. Le 21 septembre, certain de l'itinéraire des Français, Wellington choisit de prendre position sur les hauteurs de Buçaco — une crête de 16 km de long environ aux pentes escarpées, couverte d'une végétation basse — avec 25 000 soldats britanniques et autant de soldats portugais. Il veut y affronter les Français. Dans la partie nord-est de ces hauteurs se trouve un mur de 3 mètres de hauteur qui inclut le couvent de Santa Cruz de Buçaco. Les Français avancent jusqu'à Viseu sur des terres désertées par la population. Il faut préciser que Wellington mène la politique de la terre brûlée, demandant à la population de détruire tout ce qui peut servir à ravitailler les troupes ennemies. Dès le 26, les troupes de Wellington occupent les positions.

## Affrontements

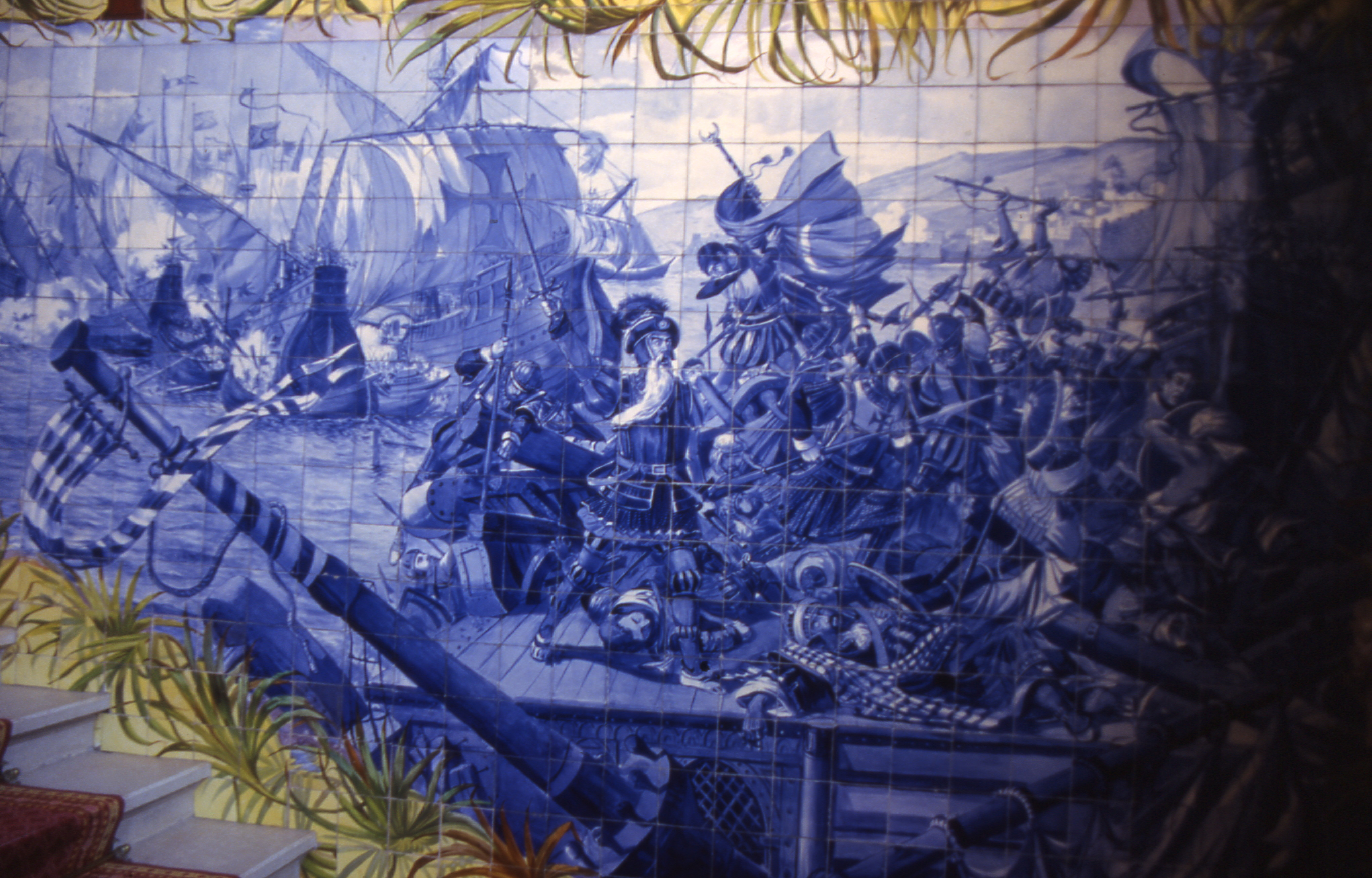
Azulejo Palácio Hotel do Buçaco

Les Français se heurtent une première fois aux troupes anglo-portugaises à Buçaco, le 27 septembre 1810. Wellington est attaqué cinq fois de suite par les 65 000 soldats français.  
Masséna n'a aucune certitude concernant le déploiement et le nombre des forces adverses. Wellington les a déployées sur la pente opposée de la crête, là où elles ne peuvent être aisément vues ni même affaiblies par un bombardement d'artillerie. Les assauts sont livrés par les corps d'armée du maréchal Ney et du général Reynier, mais malgré un combat extrêmement violent, les Français ne parviennent pas à déloger les forces alliées et sont repoussés avec des pertes se montant à 4 500 morts ou blessés, contre des pertes anglo-portugaises d’environ 1 250 hommes.

## Conséquences
Masséna ordonne alors un mouvement tournant autour de la crête pour prendre la position de flanc, et Wellington reprend le 10 octobre la marche de retraite de son armée vers les lignes de Torres Vedras préalablement fortifiées. Trouvant ces fortifications trop puissantes pour être attaquées, Masséna se retire dans ses quartiers d’hiver. Manquant de vivres pour ses troupes et harcelé par les raids des Britanniques, il perd 25 000 hommes, capturés par les Alliés ou morts de faim et de maladie, avant de se résigner à la retraite en Espagne au début de 1811. Wellington réussit ainsi à libérer tout le Portugal des Français, à l'exception d’Almeida, ville située près de la frontière.

## Jeux de simulations historiques
- Almeida et Bussaco 1810, de Frédéric Bey, série Jours de Gloire, Hexasim, 2010.

## Sources
- (pt) Cet article est partiellement ou en totalité issu de l’article de Wikipédia en portugais intitulé « Batalha do Buçaco » (voir la liste des auteurs).